# Castell de Cunit
El castell de Cunit és un edifici de Cunit (Baix Penedès) declarat bé cultural d'interès nacional.

## Descripció
Ara forma part d'una residència moderna feta sobre els murs antics, totalment desfigurada, dita encara «el Castell».
El castell és situat a la banda dreta de l'Avinguda de la Font. Està envoltat per una sèrie de terrenys dedicats a l'agricultura. L'edifici està format per l'habitatge dels amos (el castell) i el dels masovers (construccions modernes). El castell té tres plantes: els baixos tenen una portalada d'arc de mig punt i una finestra rectangular amb reixa a cada banda. El pis noble presenta un balcó central amb una llarga base i barana de ferro forjat, a cada costat hi ha una finestra rectangular. Les cobertes són de dues vessants. Destaca una torre col·locada a la banda dreta, de cobertes de quatre vessants i quatre pisos d'alçada. Les tres plantes inferiors tenen finestres rectangulars. El pis superior consta de tres finestres d'arc de mig punt, la del mig és més gran.

## Història
Castell Termenat. Documentat el 1031. Entre el 1131-1162 Ramon Berenguer IV en feu donació a Dalmau de Cunit. En tot el segle xii, quan es creu que es construí el castell, fou del noble Dalmau, primer senyor del castell. En el segle xiii la quadra de Cunit formà part del terme i jurisdicció del Castell de Cubelles. Berenguer de Cunit posseïa quadres de Cunit i Segur en el 1359. A finals del segle xiv fou cedit junt amb els altres feus del Castell de Cubelles a Bernat de Fortià. En el 1461 era senyor de Cunit Andreu Bisbal, encarregat de la defensa del castell i muralles de Lleida durant la guerra contra Joan II. Després fou propietat de Miquel Ferrer (1530) i de Miquel Mollet (1565).
A principis del segle XX el castell era molt malmès. Fou adquirit per Joan Braquer i Roger (baró de Cunit), el qual restaurà l'edifici i el convertí en casa pairal. D'aquesta manera i amb algunes restauracions posteriors, el castell va perdre tot caire de castell. Posteriorment, i des de la Segona Guerra Mundial fou propietat d'una família alemanya.